# Produzione tedesca di veicoli corazzati nella seconda guerra mondiale

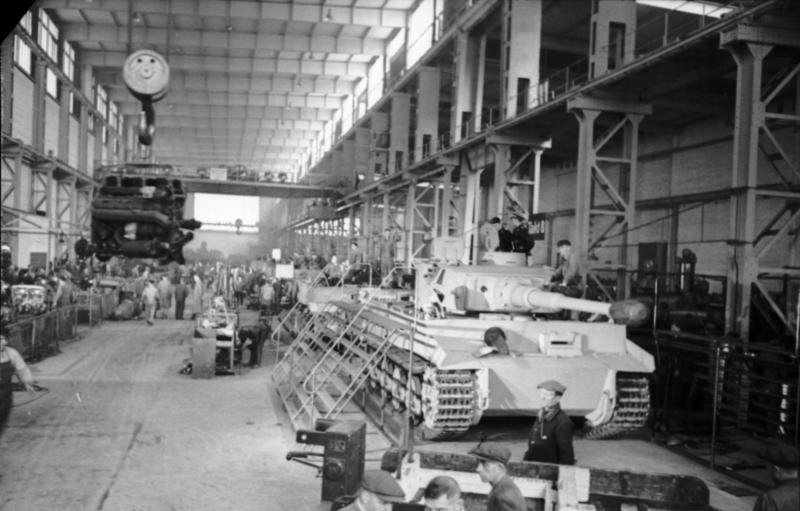
Linea di produzione del Tiger I nel 1944

Questa voce rappresenta la produzione industriale tedesca di veicoli corazzati durante la seconda guerra mondiale, inclusi carri armati, semoventi d'artiglieria e cacciacarri. I dati raccolti indicano la produzione di veicoli dal settembre 1939, quindi unicamente per il solo periodo di guerra. Le sigle tra parentesi nelle varianti stanno a indicare il numero di identificazione tedesco del mezzo.

## Produzione totale
|                    | pre-conflitto | 1939 | 1940  | 1941  | 1942  | 1943   | 1944   | 1945  | Periodo di guerra | Totale |
| ------------------ | ------------- | ---- | ----- | ----- | ----- | ------ | ------ | ----- | ----------------- | ------ |
| Panzer I           | 1 893         | -    | -     | -     | -     | -      | -      | -     | -                 | 1 893  |
| Panzer II          | 1 223         | 15   | 110   | 265   | 848   | 803    | 151    | -     | 2 181             | 3 404  |
| Panzer 38(t)       | 78            | 153  | 467   | 678   | 652   | 1 008  | 2 356  | 1 335 | 6 549             | 6 627  |
| Panzer III         | 98            | 157  | 1 854 | 2 213 | 2 958 | 5 435  | 4 752  | 1 136 | 16 311            | 16 409 |
| Panzer IV          | 211           | 45   | 368   | 467   | 994   | 3 822  | 6 625  | 1 090 | 13 311            | 13 522 |
| Panzer V Panther   | -             | -    | -     | -     | -     | 1 849  | 4 003  | 705   | 6 557             | 6 557  |
| Panzer VI Tiger I  | -             | -    | -     | -     | 78    | 649    | 641    | -     | 1 368             | 1 368  |
| Panzer VI Tiger II | -             | -    | -     | -     | -     | 1      | 428    | 140   | 569               | 569    |
| Elefant            | -             | -    | -     | -     | -     | 90     | -      | -     | 90                | 90     |
| Totale             | 3 503         | 370  | 2 799 | 3 623 | 5 530 | 13 657 | 18 956 | 4 406 | 46 936            | 50 439 |

Note:
- la tabella include la produzione di carri e la produzione di modelli creati su scafo di un certo modello, come ad esempio i dati del Panzer III includono anche la produzione di StuG III;
- lo stesso motivo spiega i copiosi numeri di produzione del Panzer 38 Skoda negli anni che vanno dal 1942 in avanti, essendo quelle cifre riferite ai cacciacarri Marder III e Hetzer, basati sul telaio del carro ex-cecoslovacco;
- la produzione del Panzer III del 1942 esclude i 449 Panzer III Ausf. N, i quali furono riconvertiti da vecchi tipi.

### Panzer I

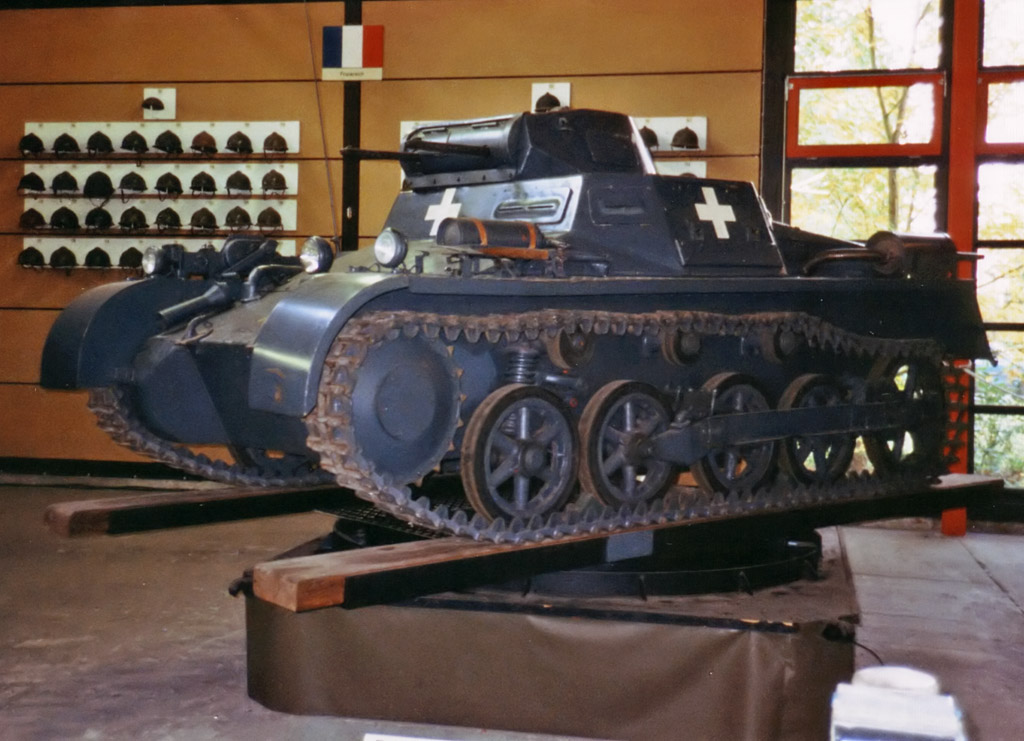
Panzer I Ausf.A

Inizialmente progettato a scopo addestrativo, combatté nella guerra civile spagnola e rimase in servizio fino al 1942. Pesante solo 6 tonnellate, era un carro estremamente limitato: la corazzatura era troppo leggera (13 mm), l'armamento (2 MG 13 da 7,92 mm) era inadatto sia contro la fanteria che contro gli altri carri. Inoltre vennero alla luce i limiti derivanti dall'avere solo due uomini di equipaggio. Partecipò all'invasione della Polonia e all'operazione Barbarossa.
Di Panzer I non ne vennero prodotti durante la seconda guerra mondiale, i dati si riferiscono solo alla produzione pre-conflitto.
Panzer I

Produzione pre-conflitto: 1 893 carri prodotti, di cui 1 867 dotati di torretta con mitragliatrice, e il resto utilizzati come veicoli di comando o di formazione.
Varianti:
- Panzerjäger I - controcarro armato con cannone da 47 mm su scafo di Panzer I.

### Panzer II
Anche questo mezzo fu pensato come mezzo di transizione, utile per l'addestramento degli equipaggi e per la ricerca in campo corazzato per lo Stato Maggiore. Come per il suo predecessore, i limiti principali del Panzer II erano dovuti all'armamento inadeguato (un cannoncino da 20 mm e una mitragliatrice da 7,92 mm), alla corazzatura ancora troppo leggera (max 35 mm), e all'equipaggio costituito da soli tre uomini. Assieme alle sue numerose varianti, venne impiegato durante tutta la seconda guerra mondiale, principalmente in compiti di ricognizione per conto delle divisioni corazzate.
Panzer II

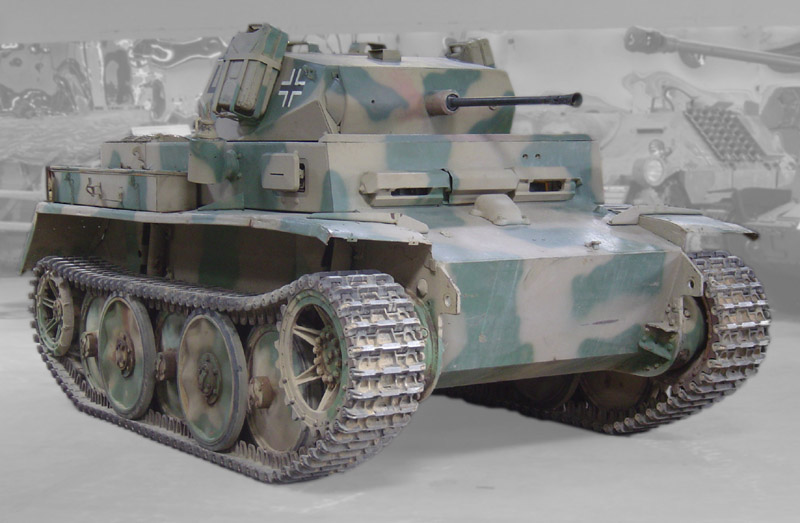
Panzer II Ausf.L al Musée des Blindés, Saumur.

Produzione pre-conflitto: 1 223 unità.
|               | 1939 | 1940 | 1941 | 1942 | 1943 | 1944 | 1945 | Totale |
| ------------- | ---- | ---- | ---- | ---- | ---- | ---- | ---- | ------ |
| Panzer II     | 15   | 9    | 223  | 302  | 77   | 7    | -    | 633    |
| Panzer II (f) | -    | 90   | 42   | 23   | -    | -    | -    | 155    |
| Marder II     | -    | -    | -    | 511  | 212  | -    | -    | 723    |
| Wespe         | -    | -    | -    | -    | 514  | 144  | -    | 658    |
| Bison         | -    | -    | -    | 12   | -    | -    | -    | 12     |
| Totale        | 15   | 99   | 265  | 848  | 803  | 151  | -    | 2 181  |

Varianti:
- Panzer II (f) - lanciafiamme.
- Marder II - armato con 75 mm PaK 40 L/46 o con il 76,2 mm sovietico di preda bellica, deriva dallo chassis del Panzer II (Sd.Kfz. 131/132).
- Wespe - 105 mm obice derivato dal Panzer II (Sd.Kfz. 124).
- Sturmpanzer II Bison - 150 mm semovente d'artiglieria pesante derivato dal Panzer II.

### Panzer 38(t)
Questo mezzo, conosciuto anche come TNH-PS, nome dato al primo prototipo, o LT vz. 38, denominazione ufficiale usata dall'esercito cecoslovacco, venne omologato per la produzione il 1º luglio 1938, ma non ebbe successo nelle forze armate locali perché ebbe luogo l'annessione della Cecoslovacchia da parte della Germania nazista. La produzione si sarebbe svolta solo per l'esercito tedesco e raggiunse nel 1942 circa 1 400 esemplari complessivi. Dal 1942 in poi lo scafo e il telaio del Panzer 38(t) vennero utilizzati come base per i cacciacarri Marder III ed Hetzer, modelli di tale successo che i numeri di produzione si impennarono, portando le linee di produzione Skoda a 'sfornare' oltre 5 000 anticarro contro i circa 1 400 Pz 38 completati nel loro ruolo originale.
Panzer 38(t)

Produzione pre-conflitto: 78 unità.
|              | 1939 | 1940 | 1941 | 1942 | 1943  | 1944  | 1945  | Totale |
| ------------ | ---- | ---- | ---- | ---- | ----- | ----- | ----- | ------ |
| Panzer 38(t) | 153  | 367  | 678  | 198  | -     | -     | -     | 1 396  |
| Marder 138   | -    | -    | -    | 110  | 783   | 323   | -     | 1 216  |
| Marder 139   | -    | -    | -    | 344  | -     | -     | -     | 344    |
| Grille       | -    | -    | -    | -    | 225   | 346   | -     | 571    |
| Hetzer       | -    | -    | -    | -    | -     | 1 687 | 1 335 | 3 022  |
| Totale       | 153  | 367  | 678  | 652  | 1 008 | 2 356 | 1 335 | 6 549  |

Varianti:

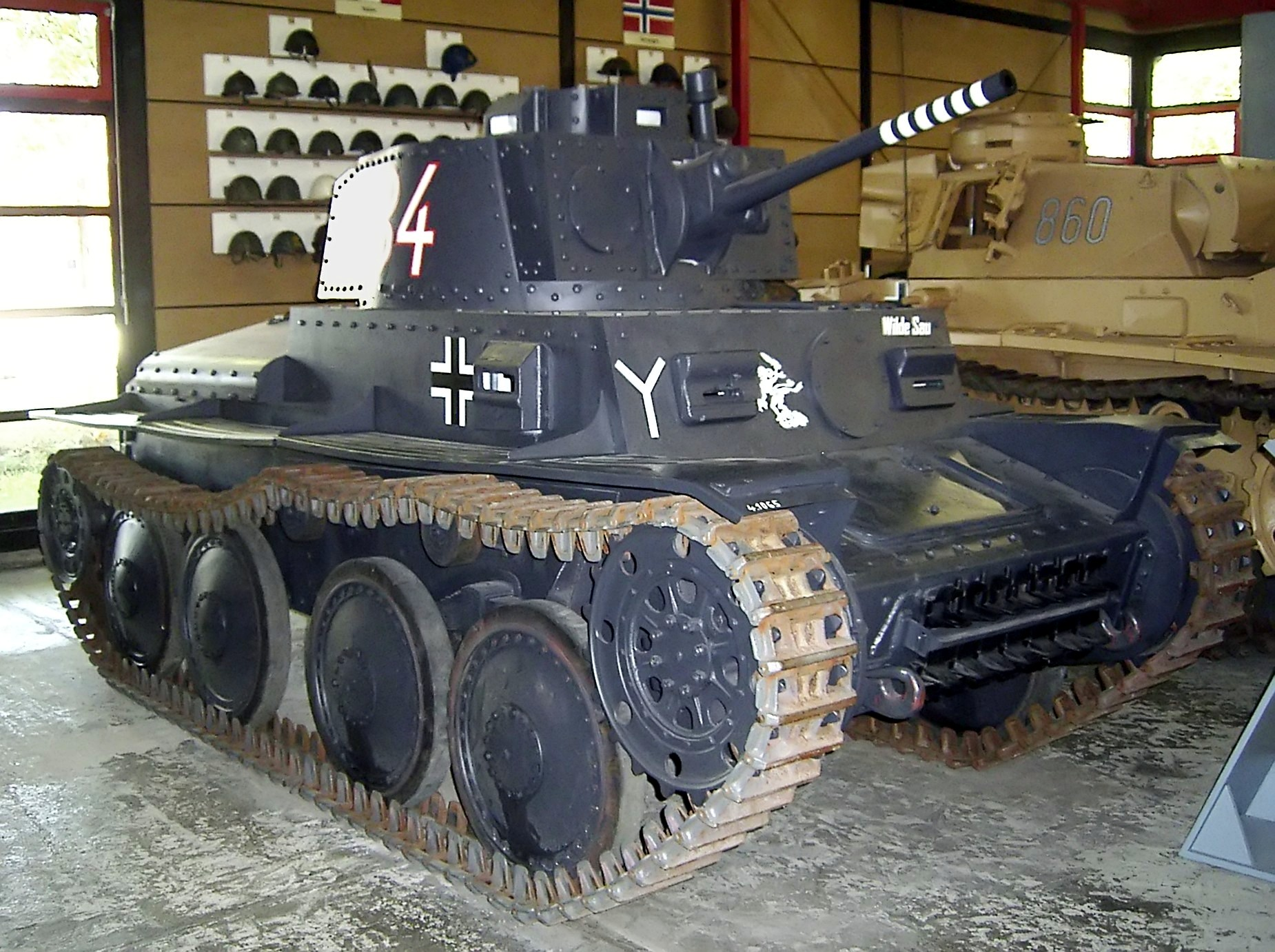
Panzer 38(t)

- Marder 138 (Marder III) - armato con un 75 mm PaK 40 L/46 su chassis di Panzer 38(t) (Sd.Kfz. 138).
- Marder 139 (Marder III) - armato con il 76,2 mm sovietico di preda bellica (Sd.Kfz. 139).
- Grille - 150 mm semovente d'artiglieria pesante (Sd.Kfz. 138/1).
- Hetzer - armato con 75 mm PaK 39 L/48 su scafo Pz 38(t) (Sd.Kfz. 138/2).

### Panzer III
Nato dall'esperienza raccolta con i PzKw I e PzKw II, questo carro venne impiegato per la prima volta in Polonia nel 1939, armato con un cannoncino da 37 mm e una corazza di soli 30 mm, e costituì il nerbo delle divisioni corazzate tedesche dal 1940 al 1942. In seguito partecipò alla campagna di Russia con un cannone da 50 mm, dimostrando una certa inferiorità rispetto ai carri pesanti sovietici. La versione migliorata, la J, partecipò anche alla campagna d'Africa e viene considerata il primo esempio di carro armato moderno, in quanto dimostrò la maggiore importanza della velocità iniziale del proietto rispetto al calibro nel combattimento tra carri.
Panzer III

Produzione pre-conflitto: 98 unità.
|              | 1939 | 1940  | 1941  | 1942  | 1943  | 1944   | 1945  | Totale |
| ------------ | ---- | ----- | ----- | ----- | ----- | ------ | ----- | ------ |
| Pz III A-F   | 157  | 396   | -     | -     | -     | -      | -     | 553    |
| Pz III G-J   | -    | 466   | 1 673 | 251   | -     | -      | -     | 2 390  |
| Pz III J/1-M | -    | -     | -     | 1,907 | 64    | -      | -     | 1 971  |
| Pz III N     | -    | -     | -     | 449   | 213   | -      | -     | 662    |
| Pz III (f)   | -    | -     | -     | -     | 100   | -      | -     | 100    |
| StuG III A-E | -    | 192   | 540   | 93    | -     | -      | -     | 825    |
| StuG III F-G | -    | -     | -     | 695   | 3 011 | 3 849* | 1 038 | 8 593  |
| StuH 42      | -    | -     | -     | 12    | 204   | 903    | 98    | 1 217  |
| Totale       | 157  | 1 054 | 2 213 | 3 407 | 3 592 | 4 752  | 1 136 | 16 311 |

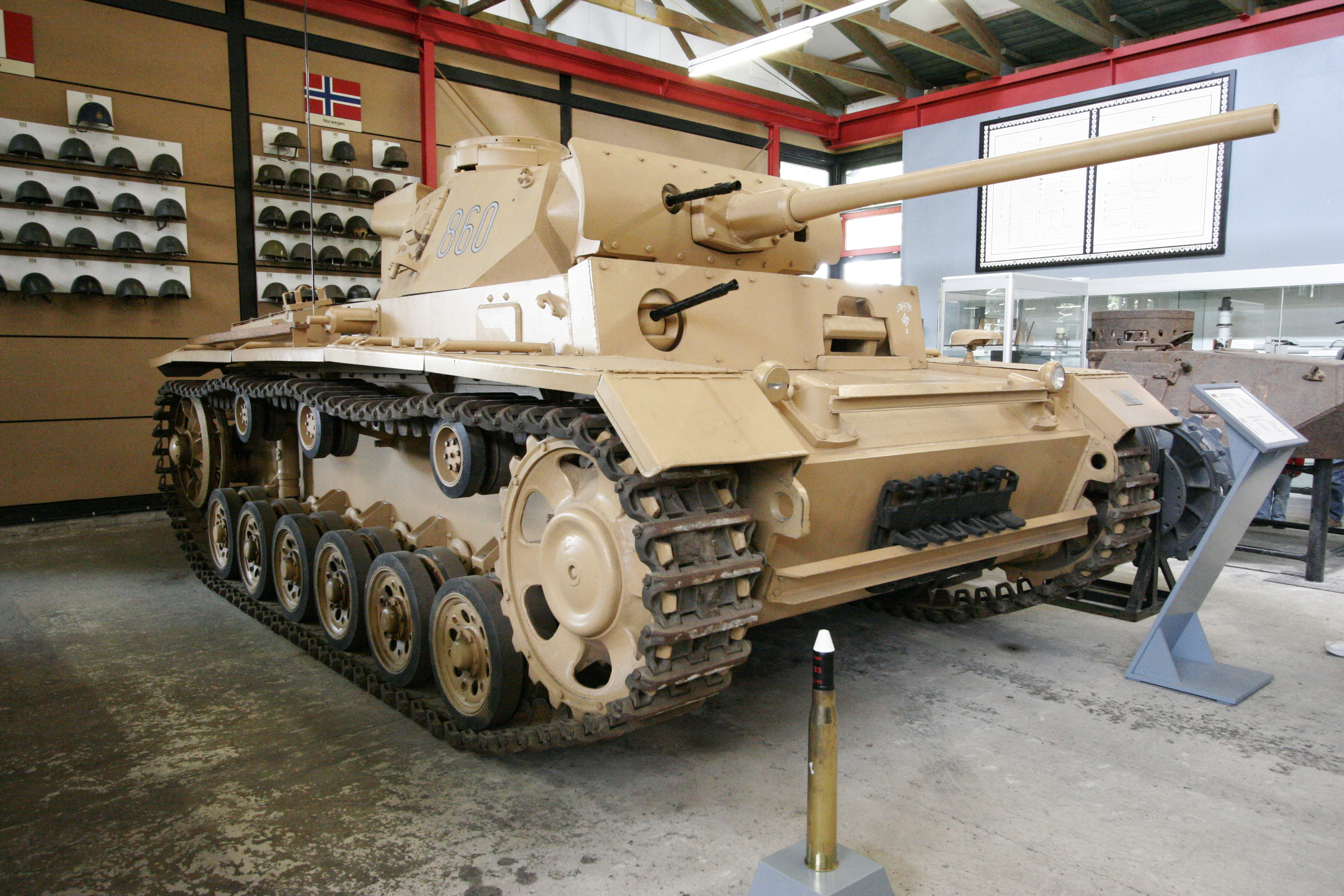
Panzer III Ausf. M

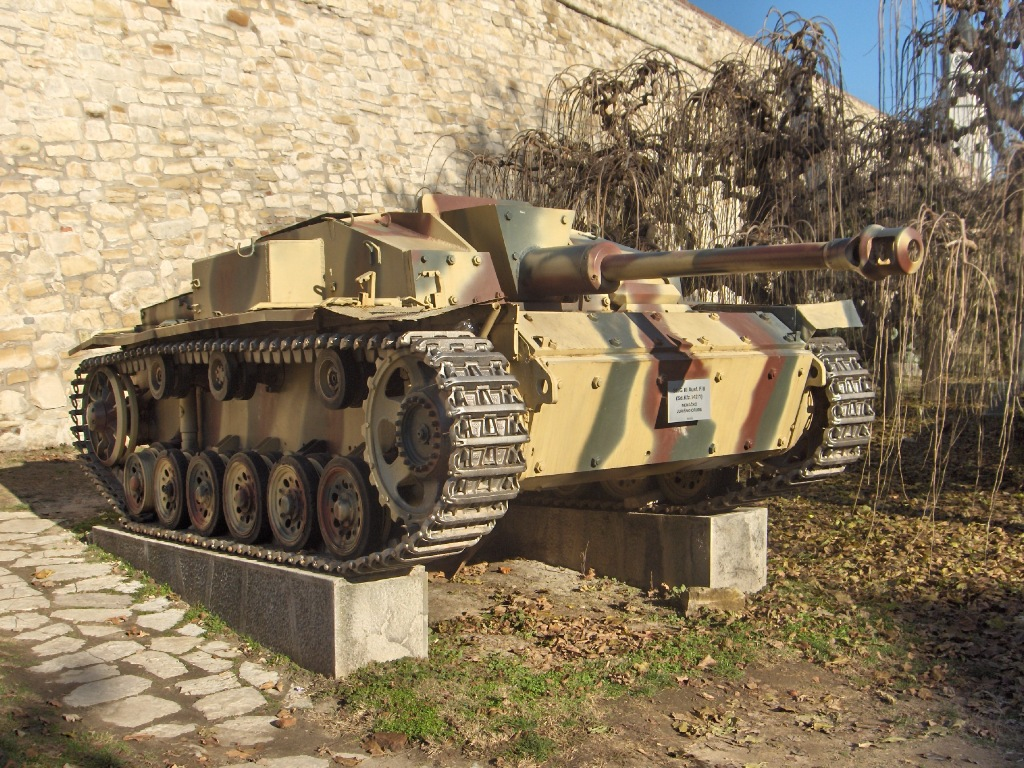
StuG III Ausf. F/8, variante del Panzer III

* Esclusi 173 esemplari, convertiti in Panzer III.
Varianti:
- Panzer III A-F - armato con cannone da 37 mm.
- Panzer III G-J - armato con cannone da 50 mm L/42.
- Panzer III J/1-M - armato con cannone da 50 mm L/60.
- Panzer III N - armato con cannone da 75 mm L/24.
- Panzer III (f) - lanciafiamme.
- StuG III A-E - Sturmgeschütz III. Armato con cannone da 75 mm L/24 su chassis di Panzer III (Sd.Kfz. 142).
- StuG III F-G - Sturmgeschütz 40. Armato con cannone da 75 mm L/43 o L/48 su chassis di Panzer III (Sd.Kfz. 142/1).
- StuH 42 - Sturmhaubitze 42. StuG III con un obice da 105 mm (Sd.Kfz. 142/2).

### Panzer IV
Derivato dal PzKw III, questo carro fu il più prodotto dai tedeschi durante la guerra, e costituì l'armamento principale delle Panzer-Division fino al termine del conflitto. Costruito inizialmente come appoggio per la fanteria, fu armato con un cannone corto da 75/24 mm, i limiti di questo armamento nella lotta tra carri vennero presto alla luce, e venne sostituito prima da un 75/43, poi da un KwK 40 da 75/48, e la corazzatura fu portata a 80 mm. Mezzo affidabile ed efficace, venne impiegato da diversi eserciti fino agli anni sessanta.
Panzer IV - Jagdpanzer e vari

Produzione pre-conflitto: 211 unità
|                  | 1939 | 1940 | 1941 | 1942 | 1943  | 1944  | 1945  | Totale |
| ---------------- | ---- | ---- | ---- | ---- | ----- | ----- | ----- | ------ |
| Pz IV A-F1       | 45   | 268  | 467  | 124  | -     | -     | -     | 904    |
| Pz IV F2-J       | -    | -    | -    | 870  | 3 013 | 3 126 | 385   | 7 394  |
| StuG IV          | -    | -    | -    | -    | 30    | 1 006 | 105   | 1 141  |
| Jagdpanzer IV    | -    | -    | -    | -    | -     | 769   | -     | 769    |
| Jagdpanzer IV/70 | -    | -    | -    | -    | -     | 767   | 441   | 1 208  |
| Sturmpanzer IV   | -    | -    | -    | -    | 66    | 215   | 17    | 298    |
| Hornisse         | -    | -    | -    | -    | 345   | 133   | 16    | 494    |
| Hummel           | -    | -    | -    | -    | 368   | 289   | 57    | 714    |
| Möbelwagen       | -    | -    | -    | -    | -     | 205   | 35    | 240    |
| Wirbelwind       | -    | -    | -    | -    | -     | 100   | 6     | 106    |
| Ostwind          | -    | -    | -    | -    | -     | 15    | 28    | 43     |
| Totale           | 45   | 268  | 467  | 994  | 3 822 | 6 625 | 1 090 | 13 311 |

Varianti:

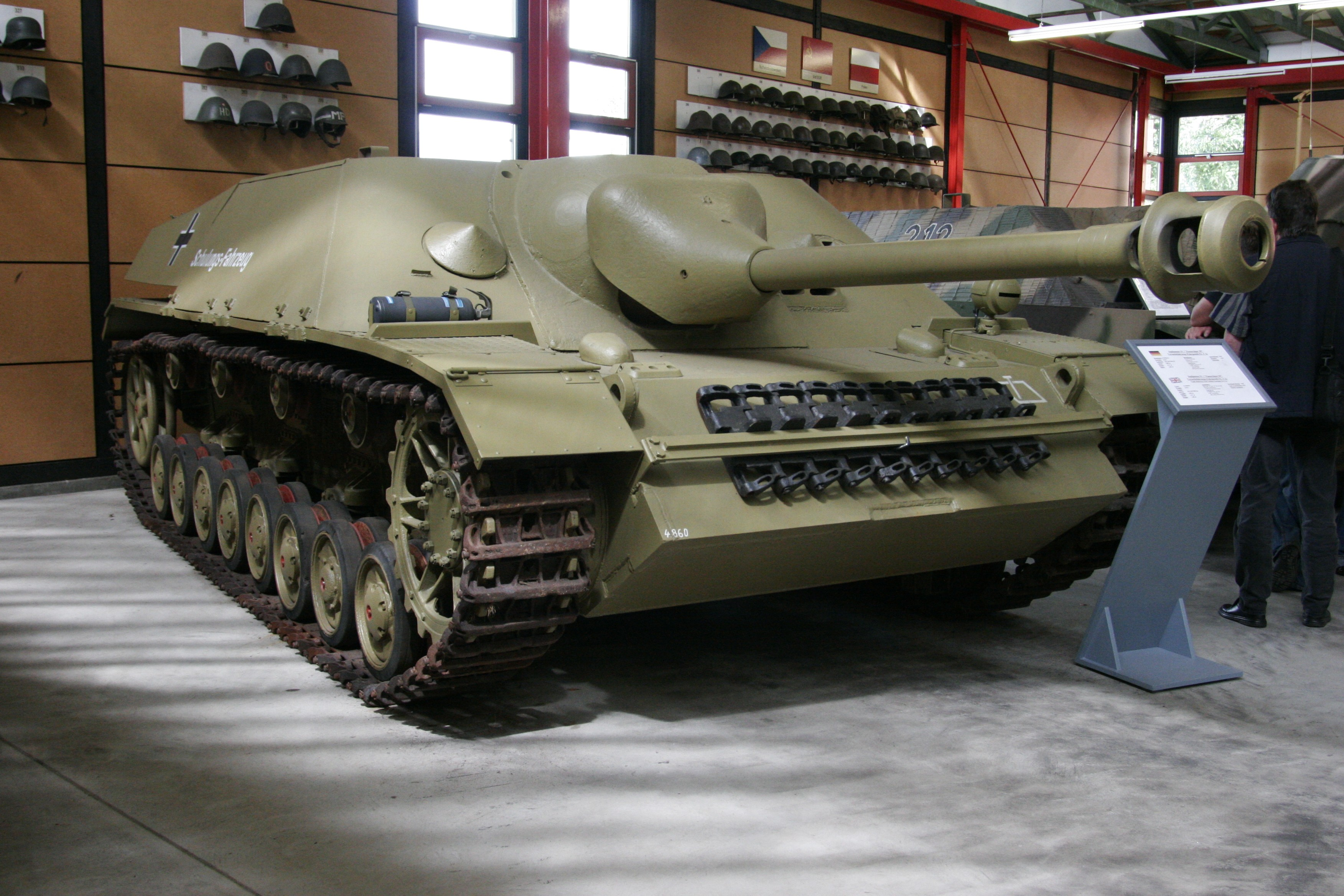
Jagdpanzer IV/48

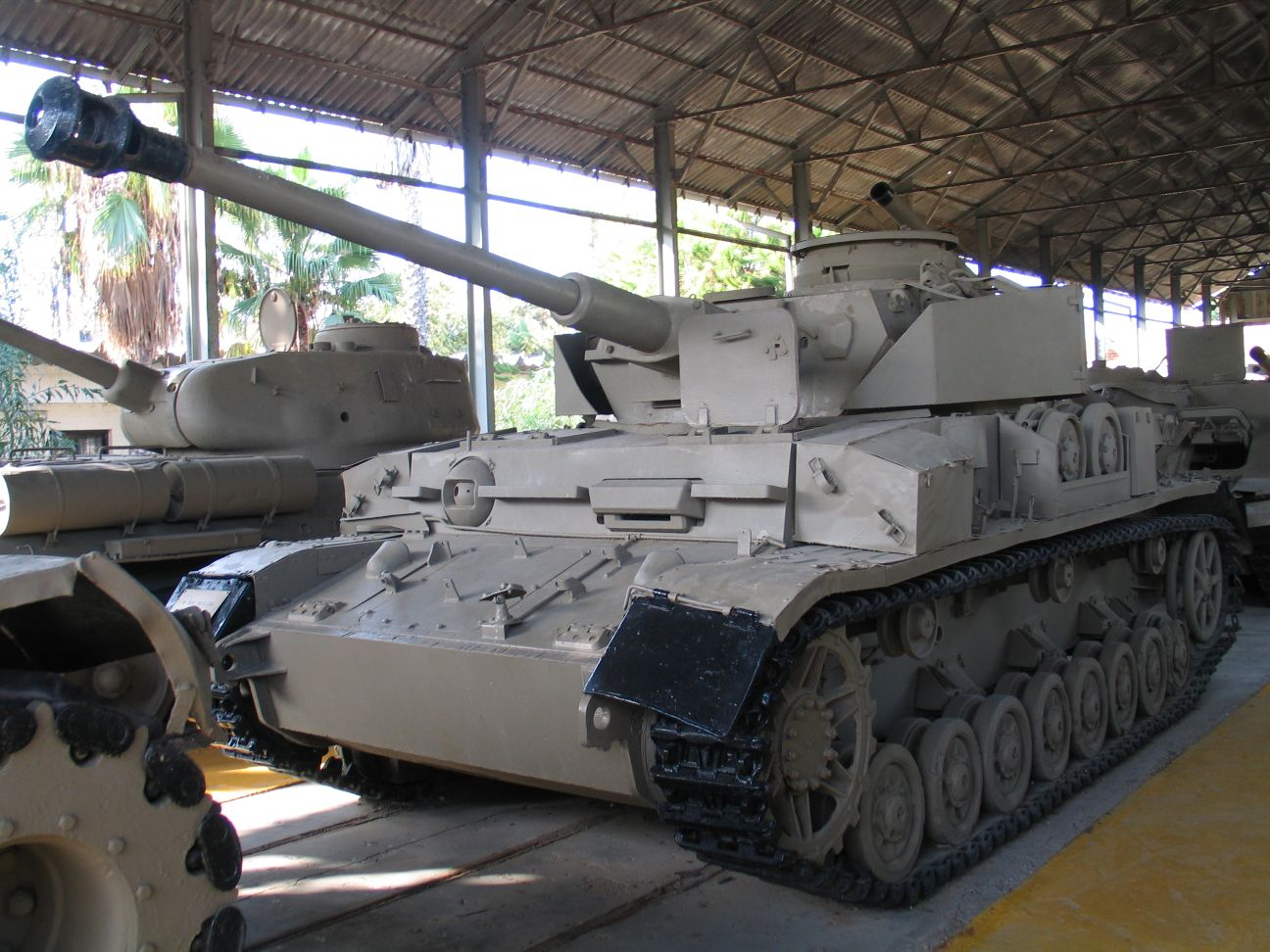
Panzer IV

- Panzer IV A-F1 - armato con un cannone corto da 75 mm L/24.
- Panzer IV F2-J - armato con un cannone lungo da 75 mm L/43 o L/48.
- StuG IV - cacciacarri prodotto sullo scafo del Panzer IV; armato con un cannone da 75 mm L/48 (Sd.Kfz. 167).
- Jagdpanzer IV - cacciacarri armato con un cannone da 75 mm L/48 su scafo Panzer IV (Sd.Kfz. 162).
- Jagdpanzer IV/70 - cacciacarri armato con un cannone da 75 mm L/70 su scafo Panzer IV (Sd.Kfz. 162/1).
- Sturmpanzer IV (Brummbär) - armato con un obice da 150 mm su scafo Panzer IV (Sd.Kfz. 166).
- Nashorn - 88 mm PaK43/1 auf Geschützwagen III/IV, conosciuto come Nashorn (Sd.Kfz. 164).
- Hummel - semovente armato con un obice da 150 mm su scafo Geschützwagen III/IV (Sd.Kfz. 165).
- Flakpanzer IV Möbelwagen - semovente contraereo armato con 37 mm FlaK 43 L/89 su scafo Panzer IV
- Flakpanzer IV Wirbelwind - semovente contraereo armato con quattro 20 mm FlaK 38 L/112.5 su scafo Panzer IV e con torretta corazzata.
- Flakpanzer IV Ostwind - semovente contraereo armato con 37 mm FlaK 43 L/89 su scafo Panzer IV.

### Panzer V Panther
Progettato per contrastare la supremazia dei T-34 sovietici e per rimpiazzare i Panzer III e IV, operò in Europa dal 1943 al 1945 ed è considerato uno dei migliori carri della guerra. Esso montava una corazzatura fortemente inclinata da 80 mm, era armato con un cannone ad alta velocità iniziale da 75 mm lungo 70 calibri, e con due mitragliatrici MG34 da 7,92 mm, una in torretta e una nello scafo. Inoltre montava un motore da 690 hp che gli consentiva una velocità massima teorica di ben 55 km/h. Al termine della guerra erano stati prodotti oltre 6 000 esemplari, e tra i suoi derivati vi fu il celebre Jagdpanzer V Jagdpanther.
Panzer V - Jagdpanther
|             | 1943  | 1944  | 1945 | Total |
| ----------- | ----- | ----- | ---- | ----- |
| Panther     | 1 848 | 3 777 | 507  | 6 132 |
| Jagdpanther | 1     | 226   | 198  | 425   |
| Total       | 1 849 | 4 003 | 705  | 6 557 |

Varianti:

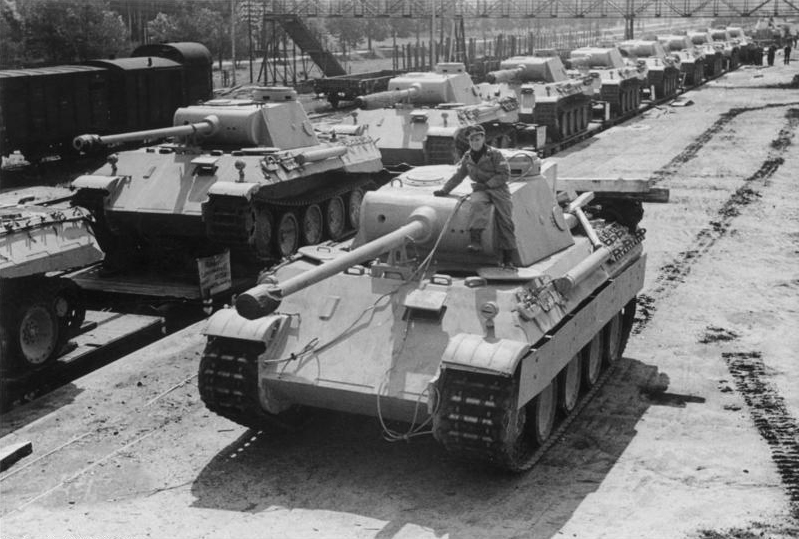
Panzer V Ausf. D

- Panzer V Panther armato con cannone da 75 mm KwK 42 L/70 (Sd.Kfz. 171).
- Jagdpanzer V Jagdpanther - cacciacarri armato con un 88 mm L/71 PaK43 su scafo Panzer V (Sd.Kfz. 173).

### Panzer VI (Tiger)
Tiger I

Nato da una specifica del 1940 per un carro pesante da 45 tonnellate, il Tiger I entrò in servizio nel 1942 e quando nel 1944 la produzione venne interrotta, 1 354 esemplari erano in linea. La corazzatura era costituita da piastre verticali spesse fino a 110 mm, e montava un poderoso cannone da 88 mm in grado di distruggere qualunque carro alleato a più di 1 000 m; l'armamento secondario comprendeva due MG34 da 7,92 mm. Il mezzo risultante aveva un peso di 56 tonnellate, e proprio questo era il suo punto debole, visto che ne limitava notevolmente la velocità, la mobilità, l'autonomia e la velocità di rotazione della torretta. Ciò nonostante, il Tiger risultò un'arma difensiva micidiale, è noto infatti che l'Obersturmführer Michael Wittmann distrusse in meno di un'ora 21 carri armati e 28 veicoli corazzati alleati. Sul suo scafo venne poi costruito il potentissimo obice da assalto Sturmtiger.
Tiger II

Nato come evoluzione del Tiger, anche questo disegno venne fortemente influenzato dall'ingresso in guerra del T-34 sovietico. La corazzatura venne aumentata fino a un massimo di 185 mm, e le piastre vennero inclinate tra i 9 e i 50°. Unitamente all'introduzione del nuovo cannone KwK 43 da 88 mm lungo 71,2 calibri, il peso del nuovo veicolo salì a quasi 69 tonnellate, rendendolo uno dei mezzi più pesanti di tutta la guerra. Punto di forza del Tiger II era appunto il nuovo cannone ad alta velocità iniziale, in grado di perforare qualunque corazza entro un raggio di 2 200 m. La produzione iniziò nel 1944 e al termine della guerra ne erano stati prodotti 489 esemplari. Nonostante i dati impressionanti, il Tiger II si rivelò un mezzo piuttosto fragile, probabilmente a causa dell'elevatissimo peso e delle leghe d'acciaio di qualità inferiore rispetto ai Panther ed Elefant, dovuta all'esaurimento delle scorte tedesche di molibdeno.
Tiger I-II - Jagdtiger
|            | 1942 | 1943 | 1944  | 1945 | Totale |
| ---------- | ---- | ---- | ----- | ---- | ------ |
| Tiger I    | 78   | 649  | 623   | -    | 1 350  |
| Sturmtiger | -    | -    | 18    | -    | 18     |
|            |      |      |       |      |        |
| Tiger II   | -    | 1    | 377   | 112  | 490    |
| Jagdtiger  | -    | -    | 51    | 28   | 79     |
| Totale     | 78   | 650  | 1 069 | 140  | 1 937  |

Varianti:

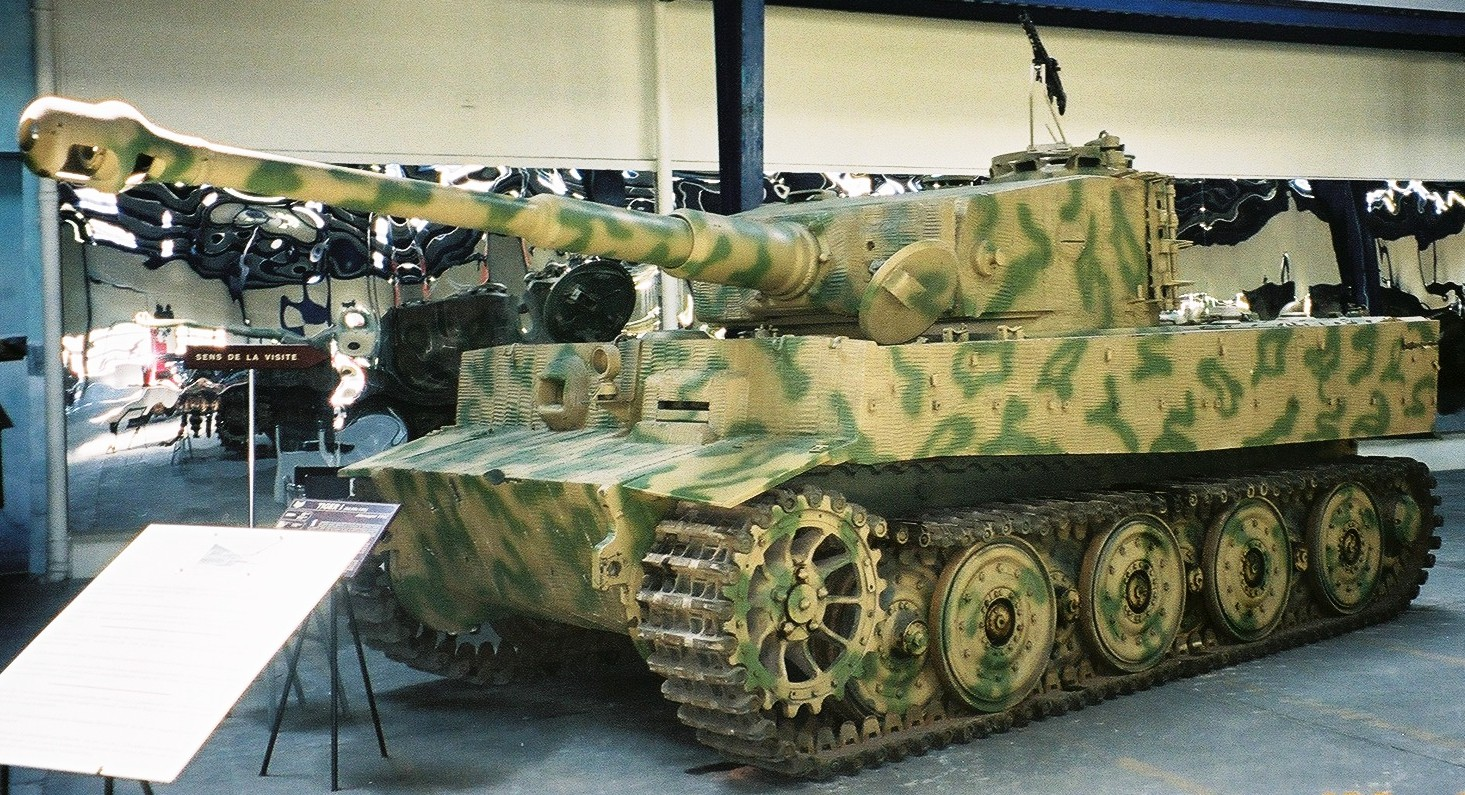
Panzer VI Ausf. H Tiger I

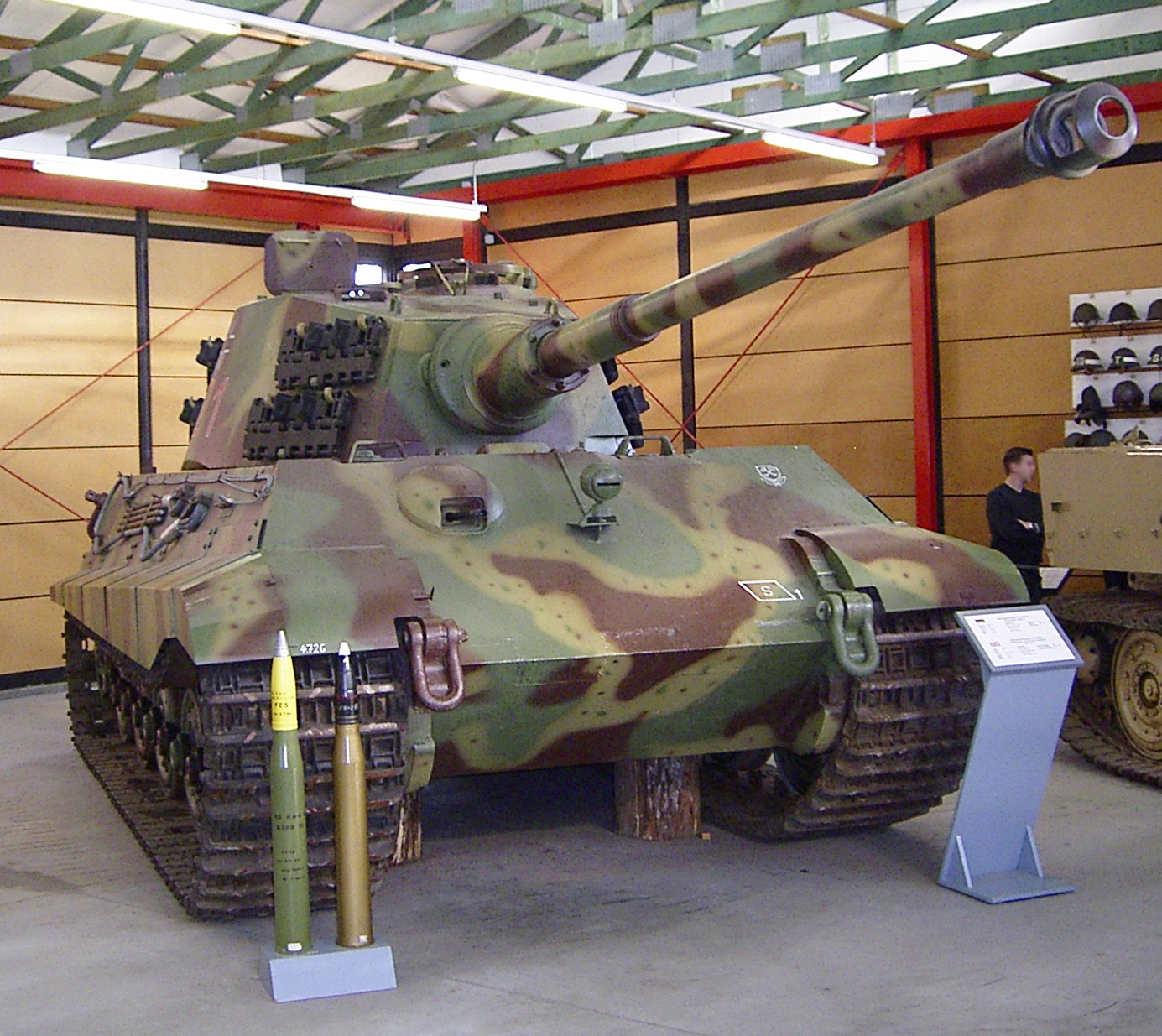
Panzer VI Tiger II Ausf. B

- Tiger I (Panzer VI E/H) armato con un cannone da 88 mm L/56 (Sd.Kfz. 181).
- Sturmtiger - su scafo di Tiger I, armato con mortaio da 380 mm (solitamente derivato da carri danneggiati in combattimento).
- Tiger II (Panzer VI B, conosciuto come Königstiger) armato con un cannone da 88 mm L/71 (Sd.Kfz. 182).
- Jagdpanzer VI Jagdtiger - su scafo Tiger II, cacciacarri armato con un cannone da 128 mm L/55 PaK44 gun (Sd.Kfz. 186).

### Ferdinand/Elefant
Nel 1943 la Wehrmacht aveva un enorme bisogno di cacciacarri, e per soddisfare questa richiesta, 91 telai che la Porsche aveva costruito per il suo progetto Tiger I(P), poi affidato alla Henschel, vennero convertiti in cacciacarri. La corazza frontale venne rinforzata fino a raggiungere uno spessore totale di 200 mm. La torretta venne rimpiazzata da una casamatta su cui fu installato il poderoso cannone KwK 43 L71 da 88 mm lungo 71 calibri, che poteva perforare qualsiasi corazza fino a 1 500 metri. Nel 1943, in seguito ai problemi riscontrati sui mezzi inviati a Kursk, si decise di montare una mitragliatrice MG34 da 7,92 mm per dargli una difesa contro la fanteria, e così modificato partecipò ai combattimenti sul fronte occidentale, in Italia e sul fronte orientale, dove diede prova di ottime qualità difensive, riuscendo a perforare persino la poderosa corazza dei JS-2 sovietici.
Elefant
|         | 1943 |
| ------- | ---- |
| Elefant | 91   |

Note:

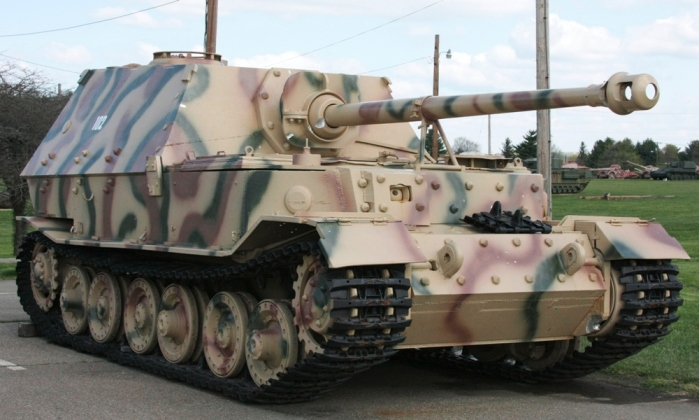
Elefant

- Il Ferdinand/Elefant (Sd.Kfz. 184) su scafo  Tiger armato con un cannone da 88 mm L/71.